# Karl Martin Monsma
Karl Martin Monsma ist ein brasilianischer Soziologe.

## Leben und Wirken
Er hat einen Abschluss mit Arbeit The American Right Wing bei George William Domhoff in Soziologie – University of California, Santa Cruz (1981), einen Master-Abschluss mit der Abschlussarbeit Female labor force participation and assortative mating, Ano de Obtenção bei Martin King Whyte in Soziologie – University of Michigan (1985) und einen Doktortitel bei William M. Mason und Jeffery M. Paige in Soziologie – University of Michigan (1992). Er promovierte in Soziologie an der Universidade de São Paulo (1996) und in Sozialanthropologie am Museu Nacional da Universidade Federal do Rio de Janeiro (2004). Er war Professor für Soziologie an der Northwestern University (1992–1997), außerplanmäßiger Professor für Soziologie an der Universidade Federal de São Carlos (1997–2005) und Professor für Geschichte und Soziologie an der Universidade do Vale do Rio dos Sinos (Unisinos) (2005–2010). Er war außerdem Gastprofessor an der USP, UFRGS, UFPel, UNCPBA und der Universidade de Cabo Verde.
Derzeit ist er Professor für Soziologie an der Universidade Federal do Rio Grande do Sul, wo er auch eine ständige Professur für das Postgraduierten-Programm in Soziologie und ein mitwirkender Professor des Postgraduierten-Programms in der ländlichen Entwicklung ist. Er verfügt über Erfahrungen in den Bereichen Historische Soziologie, Sozialtheorie und Forschungsmethoden und beschäftigt sich vor allem mit folgenden Themen: Einwanderung, Rassismus, ethnische Identitäten und Gewalt.

## Schriften (Auswahl)
- World market, class conflict, and rural coercion in post-colonial Buenos Aires (= CRSO working paper. Band 373) (= CSST working paper. Band 15). University of Michigan, Ann Arbor 1988, OCLC 28274600.
- Dominant class and statemaking in a peripheral area. Argentina after independence (= CRSO working paper. Band 429) (= CSST working paper. Band 47). University of Michigan, Ann Arbor 1990, OCLC 28274640.
- Ranchers, rural people, and the state in post-colonial Argentina. UMI Dissertation Services, Ann Arbor 1992, OCLC 712824396 (zugleich Dissertation, University of Michigan 1992).
- A reprodução do racismo. Fazendeiros, negros e imigrantes no oeste paulista 1880–1914 (= Coleção Nossa história). EdUFSCar, São Carlos 2016, ISBN 85-7600-440-2.